# Esbjörn Svensson
Esbjörn Svensson (16. dubna 1964 Skultuna – 14. června 2008 Stockholm) byl švédský jazzový klavírista, zakladatel jazzového uskupení Esbjörn Svensson Trio, známého více pod svou zkratkou E.S.T. Stal se jedním z nejúspěšnějších evropských jazzmanů na přelomu 20. a 21. století. Jeho kariéru a život tragicky ukončila nehoda při potápění u stockholmských břehů.

## Rané období
V mládí byl vystaven jak klasické hudbě, tak jazzu, a to prostřednictvím své matky pianistky (interpret vážné hudby) a svého otce, nadšence do jazzu. Nejdříve se více věnoval vážné hudbě. Ve svém náctiletém období projevil též zájem o rock, když založil se svými spolužáky několik amatérských garážových rockových skupin. Poté přilnul ke klasické hudbě a nakonec definitivně skončil u jazzu. Ve věku 16 let vstoupil na střední školu se zaměřením na hudbu, kde dostával lekce hraní na klavíru. Později studoval 4 roky na Královské konzervatoři ve Stockholmu.
V roce 1990 Svensson založil své vlastní jazzové uskupení se svým přítelem z dětství Magnusem Öströmem, který hrál na bicí. I předtím vystupovali v 80. letech na jazzové scéně ve Švédsku a Dánsku. V roce 1993 se k nim připojil basista Dan Berglund. Esbjörn Svensson Trio bylo na světě. Jejich první vydané album vyšlo v témže roce a neslo název When Everyone Has Gone. V témže roce se také definitivně prosadili na jazzové scéně ve všech severských zemích. Svensson byl nominován na cenu za Nejlepšího švédského jazzmana roku 1995. Této pocty se mu dostalo i rok později.

## Vybraná diskografie
- When Everyone Has Gone (1993) Dragon
- E.S.T. Live '95 (1995, ve Švédsku vyšlo pod názvem Mr. & Mrs. Handkerchief) ACT Music + Vision
- Winter in Venice (1997) Superstudio GUL
- Esbjörn Svensson Trio Plays Monk (1998) Superstudio GUL
- From Gagarin's Point of View (1999) Superstudio GUL
- Good Morning Susie Soho (2000) Superstudio GUL
- Somewhere Else Before (kompilace pro USA z alb From Gagarin's Point of View a Good Morning Susie Soho, 2001)
- Strange Place for Snow (2002) Superstudio GUL
- Seven Days of Falling (2003) Superstudio GUL
- Live in Stockholm (2003) DVD, natočeno 10. prosince 2000, obsahuje videa a rozhovor
- Viaticum (2005) Spamboolimbo
- Tuesday Wonderland (2006), natočeno a smícháno Åkem Lintonem v Bohus Sound Recording Studios v Göteborgu v březnu 2006
- Leucocyte (2008)